# 수잔 리처드슨
수잔 리처드슨(Susan Richardson, 1952년 3월 11일 ~ )은 미국의 배우, 텔레비전 배우, 영화배우이다.

## 영화
- 아들과 딸들 (1977년)
- 기동순찰대 (1977년)
- 청춘 낙서 (1973년)